# Thorvald Hansen
Frederik Thorvald Hansen, född 3 maj 1847 i Köpenhamn, död där 24 januari 1915, var en dansk trumpetare. 
Hansen blev medlem av Det Kongelige Kapel 1884 som solotrumpetare. Han komponerade flera större och mindre verk, bland annat en orkestersvit, violinromanser, serenader och Chanson du soir för stråkorkester och harpa.